# 久賀重雄
久賀 重雄（くが しげお） は、日本の文部官僚。国立学校財務センター教授、一橋大学事務局長等を経て、沼津工業高等専門学校校長を務めた。

## 人物・経歴
広島県山県郡加計町（現：安芸太田町）坪野出身。一橋大学法学部卒業。文部省入省後、長期在外研究員として西ドイツに留学し、滋賀県教育委員会事務局文化部文化振興課長兼滋賀県立美術館開設準備室長、外務省在オーストラリア日本国大使館一等書記官、文部省高等教育局私学部私学行政課課長補佐、文部省大臣官房企画官、文化庁長官官房総務課文化政策室長等を経て、1992年文部省大臣官房企画官。同年国立学校財務センター研究部教授。1995年文部省高等教育局私学部学校法人調査課長。1997年豊橋技術科学大学事務局長。2000年一橋大学事務局長。2002年信州大学事務局長。2004年沼津工業高等専門学校校長。2007年自治体国際化協会参与（常勤）。三菱UFJ信託銀行顧問なども務めた。2018年瑞宝小綬章受章。